# Teleogonia clathrata
Teleogonia clathrata är en insektsart som beskrevs av Victor Antoine Signoret 1855. Teleogonia clathrata ingår i släktet Teleogonia och familjen dvärgstritar. Inga underarter finns listade i Catalogue of Life.